# Таффарел, Клаудио
Кла́удио Андре́ Мерге́н Таффаре́л (порт.-браз. Cláudio André Mergen Taffarel ; род. 8 мая 1966, Санта-Роза, Риу-Гранди-ду-Сул) — бразильский футболист, вратарь. Игрок национальной сборной (1987—1998). Седьмой игрок в сборной по количеству сыгранных матчей (101).
Чемпион мира 1994 года. Лучший футболист Бразилии 1988 года.

## Карьера

### Клубная карьера

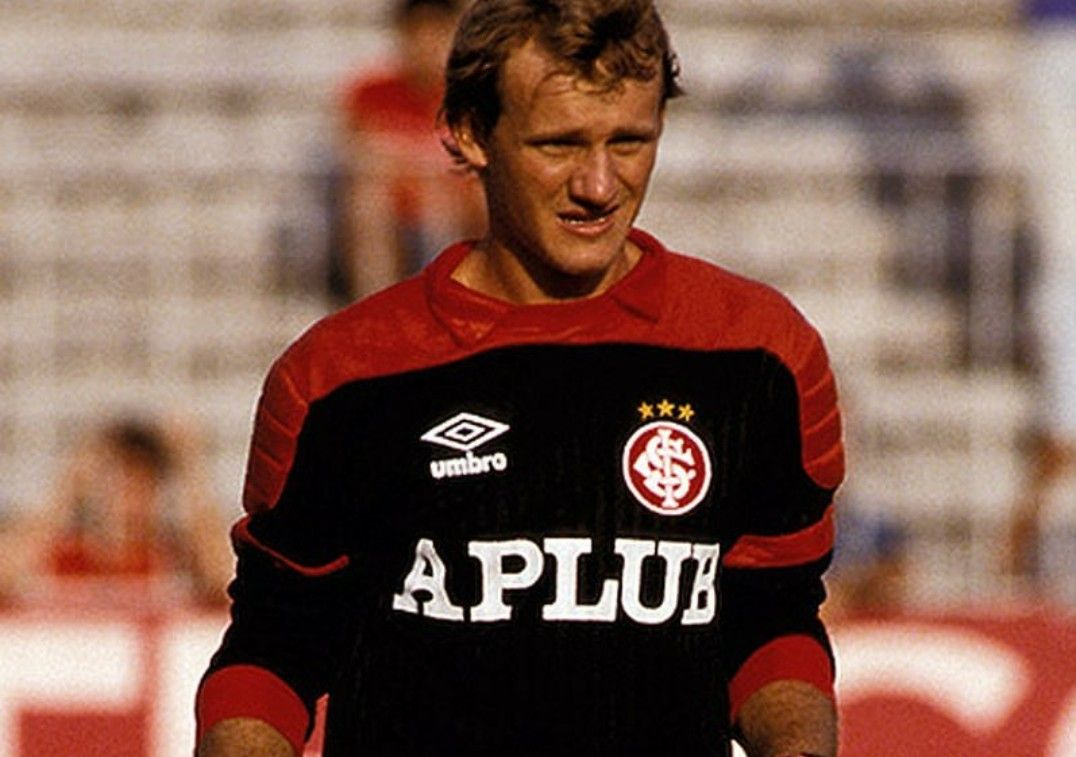
Таффарел в составе «Интернасьонала»

Клаудио Таффарел родился в муниципалитете Санта-Роза, штат Риу-Гранди-ду-Сул.
Начал свою карьеру, играя за «Интернасьонал», но появился только  в 14 играх Серии А, во время своего пятилетнего пребывания, что, однако, не помешало ему быть удостоенным награды «Золотой мяч» за сезон 1988 года.
В 1990 году он переехал за границу, в Италию, и присоединился к «Парме», только что вышедшую в серии А впервые в своей истории. В первом итальянском сезоне Клаудио провел все 34 матча сезона 1990/91, а его команда заняла шестое место и квалификацию в Кубке УЕФА.

## Достижения

### Командные
Парма
- Обладатель Кубка Италии: 1992, 2002
- Обладатель Кубка кубков УЕФА: 1993

Атлетико Минейро
- Чемпион штата Минас-Жерайс: 1995
- Обладатель Кубка КОНМЕБОЛ: 1997

Галатасарай
- Чемпион Турции: 1998/99, 1999/00
- Обладатель Кубка Турции: 1999, 2000
- Обладатель Кубка УЕФА: 2000
- Обладатель Суперкубка Европы: 2000

Сборная Бразилии
- Чемпион мира (до 20): 1985
- Победитель на Панамериканских играх: 1987
- Вице-чемпион Олимпийских игр 1988 года
- Обладатель Кубка Америки: 1989, 1997
- Финалист Кубка Америки: 1991, 1995
- Чемпион мира 1994 года
- Вице-чемпион мира 1998 года
- Чемпион Южной Америки среди юниоров 1984

### Личные
- Лучший футболист Бразилии: 1988 («Bola de Ouro»)
- Третий футболист Южной Америки: 1988 (по версии «El Pais»)
- Входит в Зал славы бразильского футбола